# تری لیکس (واشینگتن)
تری لیکس (به انگلیسی: Three Lakes) یک منطقهٔ مسکونی در ایالات متحده آمریکا است که در شهرستان اسنوهومیش، واشینگتن واقع شده‌است. تری لیکس ۲۶٫۴ کیلومتر مربع مساحت و ۳٬۱۸۴ نفر جمعیت دارد و ۱۴۸ متر بالاتر از سطح دریا واقع شده‌است.